# Кууда
Кууда (ест. Kuuda) — село в Естонії, входить до складу волості Риуге, повіту Вирумаа.